# Nadja Pasternack
Nadja Marie Pasternack (Zúrich, 4 de julio de 1996) es una deportista suiza que compite en bobsleigh.
Ganó una medalla de plata en el Campeonato Europeo de Bobsleigh de 2023, en la prueba doble. Participó en los Juegos Olímpicos de Pekín 2022, ocupando el sexto lugar en la misma prueba.

## Palmarés internacional
| Campeonato Europeo | Campeonato Europeo   | Campeonato Europeo | Campeonato Europeo |
| Año                | Lugar                | Medalla            | Prueba             |
| ------------------ | -------------------- | ------------------ | ------------------ |
| 2023               | Altenberg (Alemania) | Medalla de plata   | Doble              |